# Солероль, Жозеф Франсуа
Жозеф Франсуа Солероль (фр. Joseph François Soleirol; 1781, Верден — 1863, Мец) — французский ботаник.

## Научная деятельность
Жозеф Франсуа Солероль был коллектором растений Корсики.

## Растения, названные именем  Ж. Ф. Солероля
- Soleirolia Gaudich., 1830 — Солейролия
- Armeria soleirolii (Duby) Godr. 1853
- Carex soleirolii DC. & Duby, 1828 → Carex hispida Willd. ex Schkuhr, 1801
- Cerastium soleirolii Ser. ex Duby, 1828
- Eupatorium soleirolii Loisel., 1827 → Eupatorium cannabinum L., 1753
- Gagea soleirolii F.W.Schultz, 1836
- Galium soleirolii Loisel., 1827 → Galium corsicum Spreng., 1827
- Medicago soleirolii Duby, 1828
- Myosotis soleirolii Godr., 1853
- Ornithogalum soleirolii Mutel, 1836
- Pilosella soleiroliana (Arv.-Touv. & Briq.) S.Bräut. & Greuter, 2007

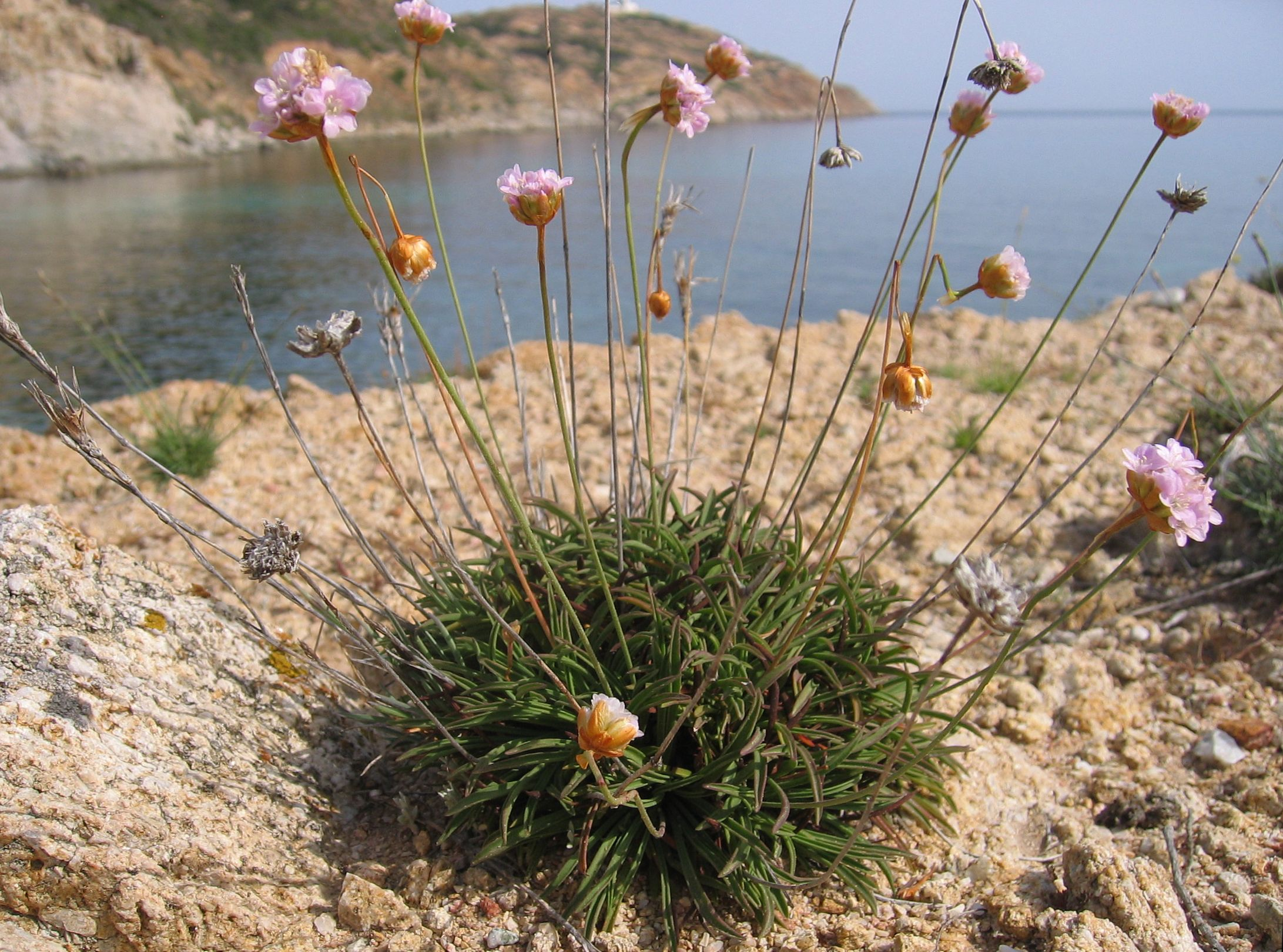
Armeria soleirolii
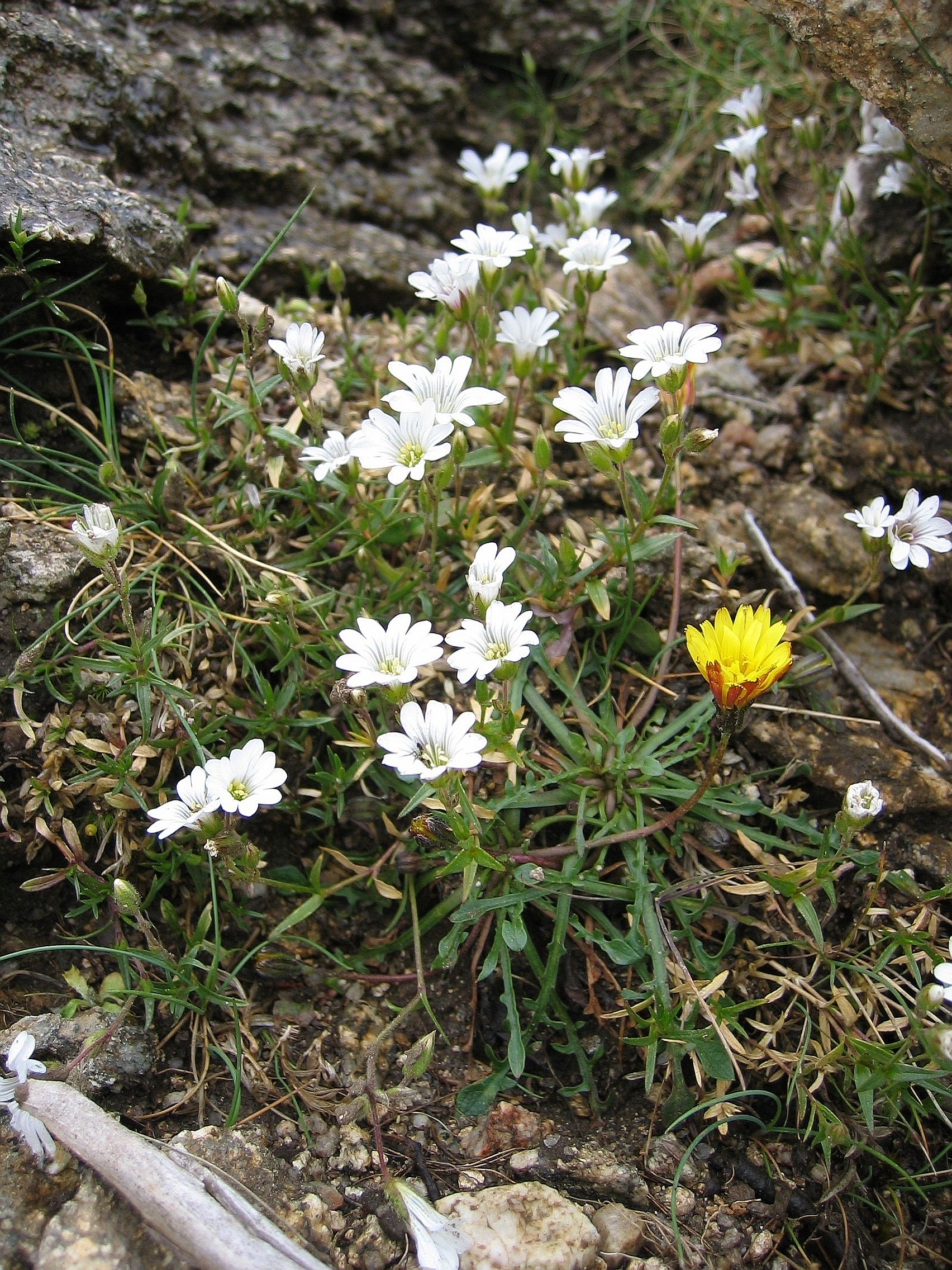
Cerastium soleirolii
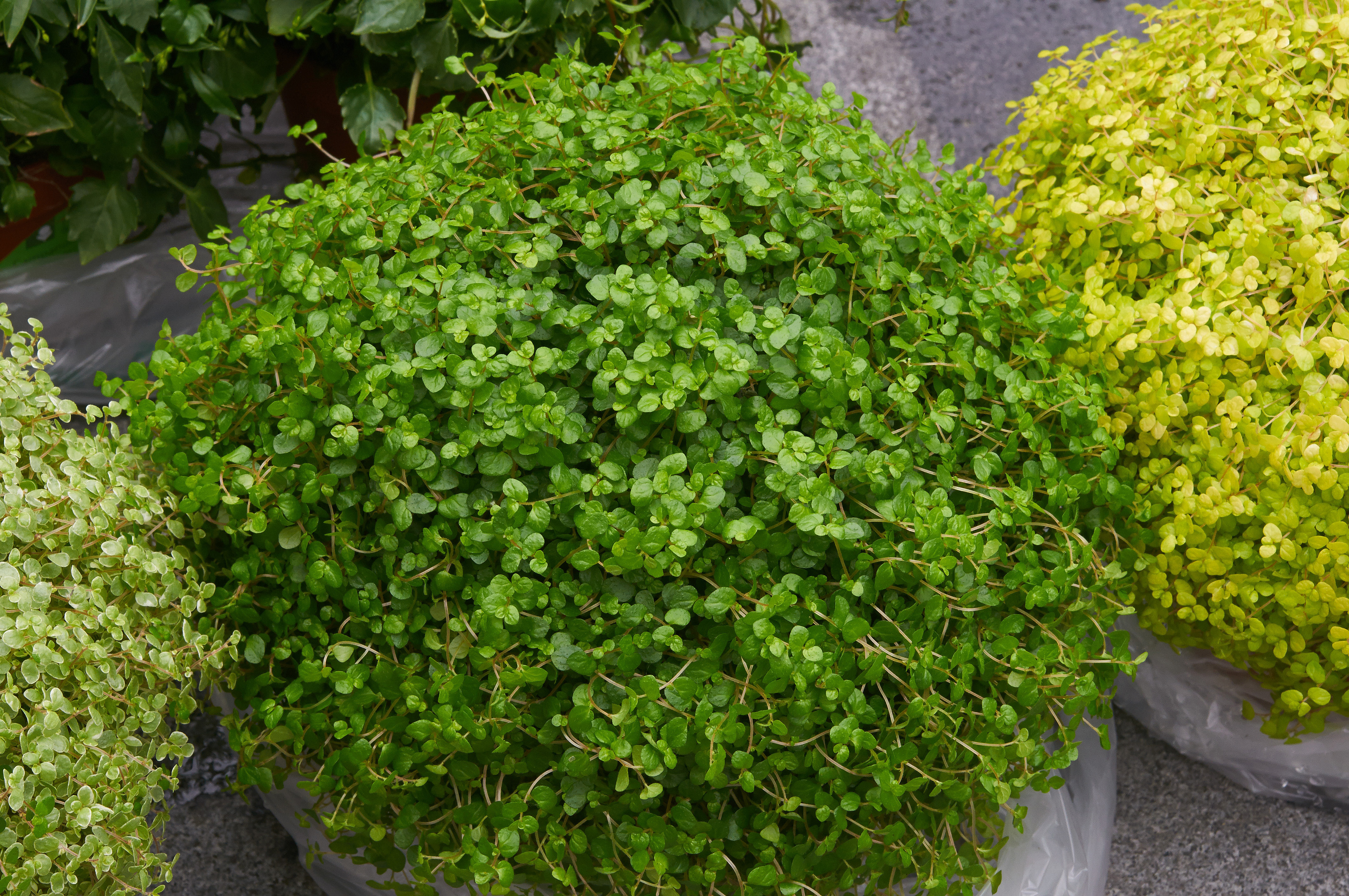
Soleirolia soleirolii